# Resistencia del Úlster
La Resistencia del Úlster (oficialmente en inglés Ulster Resistance, UR) también conocido como Movimiento de Resistencia del Úlster (Ulster Resistance Movement, URM) es un movimiento paramilitar lealista del Úlster fundado por los lealistas Ian Paisley, Peter Robinson e Ivan Foster, en el Úlster, Irlanda del Norte el 10 de noviembre de 1986 en oposición al Tratado anglo-irlandés.

## Orígenes
El grupo fue creado en una reunión de 3000 invitados solo en el Ulster Hall. La manifestación fue presidida por el Oficial de Prensa del Partido Unionista Democrático (DUP) Sammy Wilson y dirigida por sus colegas del partido Ian Paisley, Peter Robinson e Ivan Foster. También en la plataforma estaba Alan Wright, presidente de los Clubes Ulster. La reunión de lanzamiento fue seguida por una serie de asambleas similares en Irlanda del Norte. Su objetivo era "tomar medidas directas cuando fuera necesario" para poner fin al Tratado anglo-irlandés.
En una manifestación en Enniskillen, Peter Robinson anunció: "Miles ya se han unido al movimiento y la tarea de formarlos en una fuerza efectiva continúa. La Resistencia ha indicado que la instrucción y el entrenamiento ya han comenzado. Los oficiales de las nueve divisiones han tomado sus deberes".
En un mitin en el Ulster Hall, Paisley habló de la necesidad de una Tercera Fuerza extragubernamental para luchar contra los objetivos del republicanismo irlandés. Luego fue filmado dramáticamente colocando una boina roja en su cabeza y poniéndose de pie. El subdirector del DUP, Peter Robinson, también fue fotografiado con la vestimenta paramilitar lealista y la boina y el uniforme militar en un mitin de la Resistencia del Úlster.
Una membresía masiva no se materializó, pero se establecieron grupos activos en áreas del país como el Condado de Armagh, atrayendo el apoyo de protestantes conservadores rurales.